# Хурсанов, Сергей Викторович
Сергей Викторович Хурсанов (род. 15 марта 1995 года) — российский пловец, мастер спорта России . Член сборной команды России по плаванию на открытой воде. Призёр чемпионата России 2014 года на открытой воде, призёр чемпионата России, победитель и призёр первенств России. С 2014 года член основного состава сборной России по плаванию на открытой воде, дистанции: 10 км, 16км